# Calendari de tradicions i costums catalanes
El Calendari de tradicions i costums catalanes recull celebracions festives o activitats representatives del país relacionades amb algun dels àmbits de la cultura popular.

## Gener
- Dia 1 - Cap d'any. Celebració del primer dia de l'any.
- Dia 5 - Nit de Reis. Cavalcades i joguines.
- Dia 6 - Diada de Reis. Tortell.
- Dia 17 - Sant Antoni Abat. Tortell. Desfilada de cavalleries. Setmana dels Barbuts. Tres Tombs.

## Febrer
- Dia ? - Dijous Gras. Coca de llardons, botifarra d'ou i truites. (És el dijous anterior al Dimecres de Cendra)
- Dia ? - Dissabte de Carnaval. Rues.
- Dia ? - Diumenge de Carnaval. Rues i disfresses.
- Dia ? - Dimecres de cendra. Enterrament de la sardina. Inici de la Quaresma. Bunyols els dimecres i divendres fins Setmana Santa. (Se celebra quaranta-sis dies abans del diumenge de Pasqua)

## Març
- Dia ? - Serra la Vella. Meitat de la Quaresma.
- Dia 19 - Sant Josep, dia del pare. Bunyols i crema de sant josep -crema catalana-.
- Dia ? - Diumenge de Rams. Palmes, palmons. Inici de Setmana Santa: passions, viacrucis i processons.

## Abril
- Dia ? - Dijous Sant.
- Dia ? - Divendres Sant.
- Dia ? - Dissabte Sant o de Gloria.
- Dia ? - Dilluns de Pasqua Florida. Mones. Aplecs, caramelles i fontades.
- Dia 23 - Sant Jordi. Patró de Catalunya. Roses i llibres. Dia dels enamorats.
- Dia 27 - Mare de Déu de Montserrat. Patrona de Catalunya. Pelegrinatges.

## Maig
- Dia 1 - Festa del treball. Festa de l'Arbre.
- Dia 3 - Festa de la Santa Creu Figueres.
- Dia 11 - Sants Ponç, Eudald i Anàstasi. Herbes, mel, confitures, caramels i arrop.
- Dia ? - Dia de l'Ascensió.
- Dia ? - Dilluns de Pasqua Granada o de Segona Pasqua. Aplecs.

## Juny
- Dia ? - Dijous de Corpus. L'Ou com Balla. Catifes de flors, enramades i Patum.
- Dia 20 - Aplec al Canigó.
- Dia 23 - Focs de Sant Joan. Flama del Canigó. Coca, fogueres, cava i petards. Revetlles.
- Dia 24 - Sant Joan. Festa Nacional dels Països Catalans.

## Juliol
- Dia 16 - Mare de Déu del Carme. Processons marineres.
- Dia 18 - Aplec al Pi de les Tres Branques.
- Dia 22 - Santa Maria Magdalena. Aplecs i romeries.
- Dia 30 - Sans Abdon i Senén (Sant Nin i Sant non). Patrons dels hortolans.

## Agost
- Dia 5 - Mare de Déu de les Neus. Aplecs i romeries.
- Dia 10 - Sant Llorenç. Dia més calorós de l'any. Pluja d'estels coneguda com 'Les llàgrimes de Sant Llorenç'
- Dia 15 - Mare de Déu d'Agost. Festes majors d'estiu.

## Setembre
- Dia 8 - Mare de Déu Trobades: Núria Catalunya), Meritxell (Andorra), Font Romeu (Catalunya Nord), les Ventoses (de Ponent), del Puig (País Valencià), Trobada (Sant Llorenç des Cardassar - Mallorca)...
- Dia 11 - Diada Nacional de Catalunya. Caiguda de Barcelona a  de Successió i pèrdua de les llibertats de Catalunya (1714).
- Dia 29 - Sant Miquel. Fires agrícoles i fruiteres.

## Octubre
- Dia 16 - Sant Galderic. Patró dels pagesos.
- Dia 31 - La Castanyada. Castanyes i panellets.

## Novembre
- Dia 1 - Tots Sants. Visita als cementiri.
- Dia 7 - Diada de la Catalunya Nord. Signatura del tractat dels Pirineus, el 1659.
- Dia 11 - Sant Martí. L'anomenat “estiuet de Sant Martí

## Desembre
- Dia 6 - Sant Nicolau. Fires de pessebres. Inici del cicle nadalenc.
- Dia 8 - La Puríssima.
- Dia 13 - Santa Llúcia. Fira de Nadal. La nit més llarga de l'any.
- Dia 24 - Nit de Nadal. Neules i torrons. Missa del Gall. Restolines o torronades. Tió.
- Dia 25 - Nadal. Dinars familiars. Pastorets.
- Dia 26 - Sant Esteve. Canelons. Trobada amb parents i amics. Pastorets.
- Dia 28 - Sants Innocents. Bromes, llufes i enganyifes.
- Dia 31 - Nit de Cap d'Any. Raïm. L'Home dels Nassos.

## Altres tradicions
- Ball de gitanes
- Castells
- Esbart dansaire
- Agrupació de Colles de Geganters de Catalunya
- Havanera
- Sardana